# Acoustic:Latte
Acoustic:Latte es el álbum de grandes éxitos de la banda Every Little Thing con arreglos acústicos lanzado el 16 de febrero de 2005 en Japón.

## Información
Doce de las más populares canciones de la banda fueron regrabadas en un ambiente acústico, entre los que están dos de los sencillos más exitosos de la banda como "Time goes by" o "fragile".
Todas son canciones nuevas, ninguna fue editada con la voz original que Kaori las grabó ni nada, por lo que aparte de llamársele un álbum BEST, también puede considerársele un nuevo álbum de estudio. Otro aspecto importante es que las canciones no están masterizadas, por lo que da la impresión de que estuvieran grabadas en vivo, aunque realmente fueron grabadas en un estudio de grabación de Avex.
Primeras ediciones del álbum incluyeron un booklet deluxe, aparte de un DVD con una entrevista sobre como se realizó este álbum. Tras agotarse las copias el booklet dejó de producirse y en vez de eso sólo se creó una gran hoja con la letra de las canciones y los créditos, aunque el DVD fue incluido de todas formas en la edición CD+DVD.
Sólo fue grabado un video musical para promocionar este álbum, el cual fue el de la versión acústica del sencillo de 1999 "Necessary", donde se muestran imágenes de la grabación de esta canción, aparte del álbum en general. El video musical no fue incluido en el DVD del álbum como podría esperarse entre paréntesis, y sólo fue enviado a cadenas de televisión.

## Canciones

### CD
1. FOREVER YOURS
2. water(s)
3. nostalgia
4. Ai no kakera (愛のカケラ?)
5. Time goes by
6. Sasayaka na Inori (ささやかな祈り?)
7. Shiawase no Fuukei (しあわせの風景?)
8. fragile
9. Azayaka na Mono (鮮やかなもの?)
10. NECESSARY
11. Ai no Uta (愛の謳?)
12. Over and Over

### DVD (edición limitada)
1. Recording Session
2. "commonplace tour 2004-2005" Digest
3. Special Interview

- Datos: Q3311421